# Penicillium expansum
Penicillium expansum és una espècie de fong ascomicot de l'ordre dels eurotials (Eurotiales). És un dels fongs més importants que podreixen les pomes després de ser collides.
Aquest patogen es pot aïllar també en moltes altres plantes cultivades com ara les maduixes, tomàquets, moresc i arròs. Aquests floridura produeix patulina que és un metabòlit carcinogen, una neurotoxina perjudicial en el suc de poma i altres derivats de la poma. És una de les espècie de Penicillium que fa més temps que es coneixen i és ubiqua als sòls.
En les pomes els colors que tenen les lesions per aquest fong són de color marró clar en les varietats verdes i grogues i de color marró fosc en les varietats de color vermell o d'un altre color fosc. Les varietats particularment susceptibles són les McIntosh, Golden Supreme i Golden Delicious.
En les cireres són particularment sensibles les varietats primerenques Navalinda i Burlat.

## Ambient
P. expansum creix millor en condicions humides i fresques (< 25ºC). Un ambient àcid pot incrementar el desenvolupament de P. expansum.

## Cicle de la malaltia
Penicillium expansum infecta un fruit només quan aquest presenta ferides per on els conidis puguin entrar. En el maneig de la fruita collida normalment es produeixen ferides. Després que els conidis hagin penetrat germinen i formen un tub germinatiu. Aquest tub forma hifes i finalment micelis que colonitzen la superfície. Es formen conidiòfors a la superfície o subsuperfície de les hifes. Els conidis són de color verd fosc i són dispersats pel vent. Penicillium expansum només infecta fruits madurs o sobremadurats.
A la natura no s'observa la reproducció sexual del Penicillium expansum.

## Control
Normalment s'utilitzen fungicides. Altres mètodes, com el maneig curós de la fruita, poden reduir la gravetat de la malaltia Un bany de les fruites en una dissolució de clor és efectiu per a reduir la quantitat d'espores.